# Harry Akst
Harry Akst (Nueva York; 15 de agosto de 1894-Hollywood, California; 31 de marzo de 1963) fue un compositor de canciones de nacionalidad estadounidense, que inició su carrera musical como pianista de vodevil acompañando a cantantes tales como Nora Bayes, Frank Fay y Al Jolson.

## Biografía
Nacido en la ciudad de Nueva York, durante cuatro años trabajó para Bayes. Después, en 1916, se alistó al Ejército de los Estados Unidos conociendo en Camp Upton a Irving Berlin (ambos escribirían en 1921 "Home Again Blues").
Su éxito más notable llegó con la canción que escribió en 1925 con Sam M. Lewis y Joe Young: "Dinah". Este tema conseguiría ser versionado en múltiples grabaciones de éxito, por artistas como Bing Crosby, las Boswell Sisters, Ethel Waters, Fats Waller, Louis Armstrong, los Mills Brothers, Sam Donahue, y Ted Lewis.
Entre las bandas sonoras cinematográficas en las que participó figuran las de los filmes El capitán Drummond, The Squall, This Is Heaven, On With The Show, Broadway Babies, The Mississippi Gambler, No, No, Nanette, Song of the West, The Song of the Flame, Lethernecking, Palmy Days, The Kid From Spain, Dinah, Professional Sweetheart, Glamour, Stand Up and Cheer! , Change of Heart, The Silver Streak, Paddy O'Day, Star For A Night, Fight For Your Lady, Up the River, Battle of Broadway, Island in the Sky, Harvest Melody, Rosie the Riveter y This Time For Keeps.
Akst también trabajó en el circuito de Broadway con la producción de la pieza Artists and Models (1927). Finalmente se mudó a Hollywood, donde siguió escribiendo para musicales de Broadway. Como intérprete cinematográfico se le puede ver como el pianista "Gerry" en La calle 42 (1933).
Harry Akst falleció en Hollywood, California, en 1963. Tenía 69 años de edad. Fue enterrado en el Cementerio Forest Lawn Memorial Park de Hollywood Hills.
A Harry Akst se le incluyó en el Salón de la Fama de los Compositores en 1983.

## Filmografía
| Películas | Películas                                      | Películas | Películas |
| Año       | Título                                         | Canciones |           |
| --------- | ---------------------------------------------- | --- | --------- |
| 1929      | Frances Shelley and the Four Eton Boys         | "Am I Blue?" (sin créditos) |           |
| 1929      | Saturday's Children                            | "I Still Believe In You" |           |
| 1929      | El capitán Drummond                            | "(I Says To Myself Says I) There's The One For Me" |           |
| 1929      | This Is Heaven                                 | "This Is Heaven" |           |
| 1929      | On with the Show                               | "Welcome Home", "Let Me Have My Dreams", "Am I Blue?", "Lift the Juleps to Your Two Lips", "In the Land of Let's Pretend", "Don't It Mean a Thing to You?", "Birmingham Bertha", "Wedding Day" |           |
| 1929      | She Goes to War                                | "Joan", "There Is a Happy Land' |           |
| 1929      | Segar Ellis and His Embassy Club Orchestra     | "Am I Blue?" |           |
| 1929      | Broadway Babies                                | "Wishing and Waiting for Love", "Jig, Jig, Jigaloo" |           |
| 1929      | So Long Letty                                  | "Am I Blue", "Let Me Have My Dreams", "Clowning", "My Beauty Shop", "My Stronngest Weakness Is You", "One Sweet Little Yes"                                                                    |           |
| 1929      | Is Everybody Happy?                            | "Wouldn't It Be Wonderful?", "I'm The Medicine Man For The Blues", "Samoa", "New Orleans", "In The Land Of Jazz", "Start The Band"                                                             |           |
| 1929      | The Mississippi Gambler                        | "Father Mississippi" |           |
| 1929      | El show de los shows                           | "Just an Hour of Love", "Your Love is All I Crave" |           |
| 1929      | The Sacred Flame                               | "The Sacred Flame" |           |
| 1929      | Glorifying the American Girl                   | "Baby Face" (sin créditos) |           |
| 1929      | The Squall                                     | "Gypsy Charmer" |           |
| 1930      | Minstrel Days                                  | "Nobody Cares If I'm Blue" |           |
| 1930      | The Jazz Rehearsal                             | "Wouldn't It Be Wonderful" |           |
| 1930      | Bubbles                                        | "In the Land of Let's Pretend" |           |
| 1930      | No, No, Nanette                                | "As Long As I'm with You" |           |
| 1930      | Loose Ankles                                   | "Am I Blue?" |           |
| 1930      | Song of the West                               | "Come Back to Me" |           |
| 1930      | Song of the Flame                              | "The Goose Hangs High", "Liberty Song", "Passing Fancy", "Petrograd", "One Little Drink" |           |
| 1930      | Dancing Sweeties                               | "Wishing and Waiting For Love" |           |
| 1930      | Leathernecking                                 | "All My Life" |           |
| 1930      | Bright Lights                                  | "Nobody Cares If I'm Blue" |           |
| 1930      | Check and Double Check                         | "Am I Blue?" |           |
| 1930      | The Booze Hangs High                           | "One Little Drink" (sin créditos) |           |
| 1930      | Golden Dawn                                    | "Africa Smiles No More", "Mooda's Song", "My Heart's Love Call", "In a Jungle Bungalow" |           |
| 1931      | Husband's Holiday                              | "What Price Love?" |           |
| 1931      | Peach-O-Reno                                   | "From Niagara Falls to Reno" (sin créditos) |           |
| 1931      | Palmy Days                                     | There's Nothing Too Good For My Baby" (sin créditos) |           |
| 1932      | Artistic Temper                                | "That's What Heaven Means to Me" |           |
| 1932      | High Pressure                                  | "I Can't Get Mississippi Off My Mind" (sin créditos) |           |
| 1932      | Big-Hearted Bosko                              | "Am I Blue?" |           |
| 1932      | The Yacht Party                                | "Dinah" (sin créditos) |           |
| 1932      | A Modern Cinderella                            | "Dinah" |           |
| 1932      | Rockabye                                       | "Till the Real Thing Comes Along" (sin créditos) |           |
| 1932      | The Half-Naked Truth                           | "O! Mister Carpenter" (sin créditos) |           |
| 1933      | Dinah                                          | "Dinah" |           |
| 1933      | Broadway Bad                                   | "Forget the Past" |           |
| 1933      | Young and Healthy                              | "Am I Blue?" |           |
| 1933      | La calle 42                                    | Intérprete de "You're Getting to Be a Habit with Me" (sin créditos) |           |
| 1933      | The Keyhole                                    | "Am I Blue?" (sin créditos) |           |
| 1933      | Diplomaniacs                                   | "Ood-Gay Eye-bay", "Sing To Me", "On the Boulevard", "No More War" |           |
| 1933      | Lilly Turner                                   | "Am I Blue?" (sin créditos) |           |
| 1933      | Professional Sweetheart                        | "My Imaginary Sweetheart" |           |
| 1933      | I Loved You Wednesday                          | "Roll Your Bones" |           |
| 1933      | Baby Face                                      | "Baby Face" (sin créditos) |           |
| 1933      | Rafter Romance                                 | "Dinah" (sin créditos) |           |
| 1933      | Rufus Jones for President                      | "Am I Blue?" (sin créditos) |           |
| 1933      | Melodía prohibida                              | "Pais ideal (The Islands Are Calling Me)", "Siempre (Till the End of Time)", "La melodía prohibida", "La canción del paria (Derelict Song)"                                                    |           |
| 1933      | The Dish Ran Away with the Spoon               | "Am I Blue?" (sin créditos) |           |
| 1933      | Plane Nuts                                     | "Dinah" (sin créditos) |           |
| 1933      | Roman Scandals                                 | "Dinah" (sin créditos) |           |
| 1933      | Sittin' on a Backyard Fence                    | "Am I Blue?" |           |
| 1934      | Glamour                                        | "Heaven on Earth" |           |
| 1934      | Stand Up and Cheer!                            | "Stand Up And Cheer!" |           |
| 1934      | Let's Talk It Over                             | "Heaven on Earth" |           |
| 1934      | The Loudspeaker                                | "Who But You", "Doo Ah Doo Ah Know What I'm Doing" |           |
| 1934      | Now I'll Tell                                  | "Fooling with the Other Woman's Man", "Harlem Versus the Jungle" |           |
| 1934      | The Cat's-Paw                                  | "I'm Just That Way" |           |
| 1934      | The Man with Two Faces                         | "Am I Blue?" |           |
| 1934      | Pursued                                        | "Wanted - Someone (When the Right One Comes Along)" |           |
| 1934      | Chained                                        | "Dinah" |           |
| 1934      | Marie Galante                                  | "On a Little Side Street", "Je t'adore" |           |
| 1934      | The Flame Song                                 | "One Little Drink" |           |
| 1934      | Change of Heart                                | "So What?" (sin créditos) |           |
| 1935      | Under the Pampas Moon                          | "Je t'adore" |           |
| 1935      | After the Dance                                | "Tomorrow Night" (sin créditos), "Without You I'm Just Drifting" (sin créditos) |           |
| 1935      | Bright Lights                                  | "Nobody Cares If I'm Blue" |           |
| 1935      | Paddy O'Day                                    | "Which is Which" |           |
| 1935      | Tuned Out                                      | "Dinah" (sin créditos) |           |
| 1936      | Trouble in Toyland                             | "Dinah" (sin créditos) |           |
| 1936      | Can This Be Dixie?                             | "Pick Pick Pickaninny", "Uncle Tom Is a Cabaret Now", "Does You Wanna Go To Heaven?", "It's Julep Time in Dixieland"                                                                           |           |
| 1936      | Rose Marie                                     | "Dinah" (sin créditos) |           |
| 1936      | The Music Goes 'Round                          | "Rolling Along", "This Is Love", "Let's Go", "Suzannah", "There'll Be No South" |           |
| 1936      | Star for a Night                               | "Over a Cup of Coffee", "Down Around Malibu Way", "Holy Lie Production Routine #1", "At the Beach at Malibu (Hullabaloo at Malibu)"                                                            |           |
| 1936      | Little Beau Porky                              | "Am I Blue?" |           |
| 1936      | Crack-Up                                       | "Top Gallante" |           |
| 1936      | Don't Look Now                                 | "Am I Blue?" (sin créditos) |           |
| 1937      | Woman-Wise                                     | "You're a Knockout" |           |
| 1937      | The Holy Terror                                | "Don't Sing-Everybody Swing", "There I Go Again", "I Don't Know Myself Since I Know You", "The Call of the Siren"                                                                              |           |
| 1937      | Round-Up Time in Texas                         | "Dinah" |           |
| 1937      | Sing and Be Happy                              | "Pickles", "What a Beautiful Beginning", "Travelin' Light", "Sing and Be Happy" |           |
| 1937      | She Had to Eat                                 | "Living on the Town", "When a Girl from Alabama Meets a Boy from Tennessee" |           |
| 1937      | Wild and Woolly                                | "Whoa Whoopee, Whoa Whipee (Yippy-I-O-I-Ay)" |           |
| 1937      | Think Fast, Mr. Moto                           | "The Shy Violet" |           |
| 1937      | Talent Scout                                   | "Am I Blue?" (sin créditos) |           |
| 1937      | Porky's Garden                                 | "Am I Blue?" (sin créditos) |           |
| 1937      | The Lyin' Mouse                                | "Am I Blue?" |           |
| 1937      | Ali Baba Goes to Town                          | "Dinah" (sin créditos) |           |
| 1937      | Big Town Girl                                  | "Argentine Swing,", "Don't Throw Kisses", "I'll Settle for Love" |           |
| 1937      | September in the Rain                          | "Am I Blue?" (sin créditos) |           |
| 1937      | Fight for Your Lady                            | "Blame It on the Danube" |           |
| 1938      | International Settlement                       | "You Made Me That Way", "Shrug" |           |
| 1938      | Walking Down Broadway                          | "Good-Bye My Heart (Good Luck to You)" |           |
| 1938      | Battle of Broadway                             | "Daughter of Mademoiselle", "Legionaires" |           |
| 1938      | Rascals                                        | "Blue Is The Evening", "Take A Tip From A Gypsy", "Song Of A Gypsy Band:, "Carnival Song (What a Gay Occasion)"                                                                                |           |
| 1938      | Streamlined Swing                              | "Dinah" (sin créditos) |           |
| 1938      | Up the River                                   | "It's The Strangest Thing", "Song of Rockwell", "Rhythmettes" |           |
| 1939      | A Day at the Zoo                               | "Am I Blue?" (sin créditos) |           |
| 1939      | Boy Friend                                     | "Doin' The Socialite" |           |
| 1940      | Johnny Apollo                                  | "Baby Face" (sin créditos) |           |
| 1940      | Confederate Honey                              | "Am I Blue?" (sin créditos) |           |
| 1940      | Slap Happy Pappy                               | "Am I Blue?" (sin créditos) |           |
| 1940      | Cinderella's Feller                            | "In the Land of Let's Pretend" (sin créditos) |           |
| 1940      | Shooting High                                  | "On the Rancho with My Pancho" (sin créditos) |           |
| 1941      | Her First Beau                                 | "This Is Love" |           |
| 1941      | Wabbit Twouble                                 | "Am I Blue?" (sin créditos) |           |
| 1942      | Broadway                                       | "Dinah" (sin créditos) |           |
| 1942      | Casablanca                                     | "Baby Face" (sin créditos) |           |
| 1942      | Ding Dog Daddy                                 | "Am I Blue?" (sin créditos) |           |
| 1943      | The Voice That Thrilled the World              | "Am I Blue?" (sin créditos) |           |
| 1943      | The Hard Way                                   | "Am I Blue?" (sin créditos) |           |
| 1943      | Chatterbox                                     | "Why Can't I Sing a Love Song?", "Welcome to Victory Ranch" |           |
| 1943      | La estrella del Variedades                     | "Take It off the E-String", "So This Is You" |           |
| 1943      | Is Everybody Happy?                            | "Am I Blue?" |           |
| 1943      | Baby Puss                                      | "Baby Face" |           |
| 1944      | Rosie the Riveter                              | "Why Can't I Sing a Love Song?" |           |
| 1944      | Show Business                                  | "Dinah" |           |
| 1944      | The Impatient Years                            | "Who Said Dreams Don't Come True?" |           |
| 1944      | Greenwich Village                              | "Baby Face" (sin créditos) |           |
| 1944      | Pay Day                                        | "Am I Blue?" |           |
| 1944      | Three Brothers                                 | "Am I Blue?" (sin créditos) |           |
| 1944      | Tener y no tener                               | "Am I Blue?" |           |
| 1944      | Booby Hatched                                  | "Am I Blue?" |           |
| 1944      | She's a Sweetheart                             | "Who Said Dreams Don't Come True?" |           |
| 1947      | One Meat Brawl                                 | "Am I Blue?" (sin créditos) |           |
| 1947      | This Time for Keeps                            | "Why Don't They Let Me Sing a Love Song?" (sin créditos), "Little Big Shot" |           |
| 1947      | Intrigue                                       | "Intrigue" |           |
| 1948      | The Street with No Name                        | "Baby Face" (sin créditos) |           |
| 1948      | Let's Sing a Song from the Movies              | "Am I Blue?" |           |
| 1948      | Cry of the City                                | "Baby Face" (sin créditos) |           |
| 1948      | Riff Raffy Daffy                               | "Baby Face" (sin créditos) |           |
| 1949      | Bad Ol' Putty Tat                              | "Baby Face" (sin créditos) |           |
| 1949      | The Grey Hounded Hare                          | "Baby Face" (sin créditos) |           |
| 1949      | Jolson Sings Again                             | "Baby Face" (sin créditos) |           |
| 1949      | Often an Orphan                                | "Baby Face" (sin créditos) |           |
| 1950      | Young Man with a Horn                          | "Baby Face" (sin créditos) |           |
| 1950      | An Egg Scramble                                | "Baby Face" (sin créditos) |           |
| 1950      | It's Hummer Time                               | "Baby Face" (sin créditos) |           |
| 1951      | Scent-imental Romeo                            | "Baby Face" (sin créditos) |           |
| 1951      | Chow Hound                                     | "Baby Face" (sin créditos), "Am I Blue?" (sin créditos) |           |
| 1951      | Strangers on a Train                           | "Baby Face" (sin créditos) |           |
| 1951      | Ballot Box Bunny                               | "Baby Face" (sin créditos) |           |
| 1952      | We're Not Married!                             | "Baby Face" |           |
| 1952      | Stop, You're Killing Me                        | "Baby Face" (sin créditos) |           |
| 1953      | There Auto Be a Law                            | "Baby Face" (sin créditos) |           |
| 1957      | The Spirit of St. Louis                        | "Baby Face" (sin créditos) |           |
| 1957      | The Helen Morgan Story                         | "Baby Face" (sin créditos) |           |
| 1960      | The Perry Como Show                            | Episodio: "Dinah" (sin créditos) |           |
| 1962      | Jackie Gleason and His American Scene Magazine | Episodio 1.1 "Baby Face" |           |

## Selección de sus canciones
- "Home Again Blues" (1921), con Irving Berlin
- "Stella" (1923), con Al Jolson (versión de 1942 por Del Porter con Spike Jones & His City Slickers)
- "A Smile Will Go A Long Way" (1923), con Benny Davis
- "Dinah" (1925), con Sam M. Lewis y Joe Young
- "Baby Face" (1926), con Benny Davis
- "Dearest (You're The Nearest To My Heart)", con Benny Davis
- "(I Says To Myself Says I) There's The One For Me" (1929), con Jack Yellen (del film Bulldog Drummond)
- "My Strongest Weakness is You" (1929), con Sidney Clare (del film So Long Letty)
- "Am I Blue?" (1929), con Grant Clarke
- "Don't It Mean A Thing" (1929), con Grant Clarke (del film On with the Show)
- "Birmingham Bertha" (1929), con Grant Clark (del film On with the Show)
- "As Long As I'm With You" (1930), con Grant Clarke (del film No, No, Nanette)
- "There's Nothing Too Good For My Baby" (1931), Eddie Cantor y Benny Davis (del film Palmy Days)
- "Guilty" (1931) G. Khan / R. A. Whiting - H. Akst.[3]
- "Everybody Swing" (1936), con Sidney Clare
- "Don't Throw Kisses" (1937), con Sidney Clare (para Big Town Girl)
- "Blue is the Evening" (1938) con Sidney Clare (For Rascals)
- "The Egg and I" (1947) música de Harry Ruby, letras de Bert Kalmar, Al Jolson, y Harry Akst
- "No Sad Songs For Me" (1950), con Al Jolson

## Trabajos originales para Broadway
- Artists and Models (1927) - revista, compuesta junto a Maurie Rubens, con letras de J. Keirn Brennan, Benny Davis, Ted Lewis, y Jack Osterman
- Calling All Stars (1934) - revista, letras de Lew Brown

## Otros trabajos en Broadway
- Ladies First (1918), musical. Música de A. Baldwin Sloane, libretto de Harry B. Smith, letras de Harry B. Smith con música adicional de Nora Bayes, Seymour Simons, George Gershwin, Harry Clarke y Akst con letras adicionales de Irving Fisher, Simons, Ira Gershwin, Schuyler Greene, y Harry Clarke. También se interpretaban canciones de James Brockmann y James Kendl.
- Ziegfeld Midnight Frolic (1920), revista. Libreto de Ballard MacDonald, música de Harry Carroll, con música adicional de Max Hoffmann, Irving Berlin, Akst, y Dave Stamper.
- Music Box Revue (1921), revista. Supervisor musical.
- Swingin' The Dream (1939), musical de variedades. Canción "Dinah".
- At Home With Ethel Waters (1953), revista. Canciones "Am I Blue?" y "Dinah".
- John Murray Anderson's Almanac (1953), revista. Contenía canciones de Harry Akst
- Mr. Wonderful (1956).